# Kotaliessaaret
Kotaliessaaret är en ö i Finland. Den ligger i sjön Saimen och i kommunen Villmanstrand i den ekonomiska regionen  Villmanstrands ekonomiska region  och landskapet Södra Karelen, i den södra delen av landet, 200 km nordost om huvudstaden Helsingfors. Öns största längd är 2,7 kilometer i öst-västlig riktning. Notera att namnet antyder att det är fråga om flera öar.